# N26 (België)

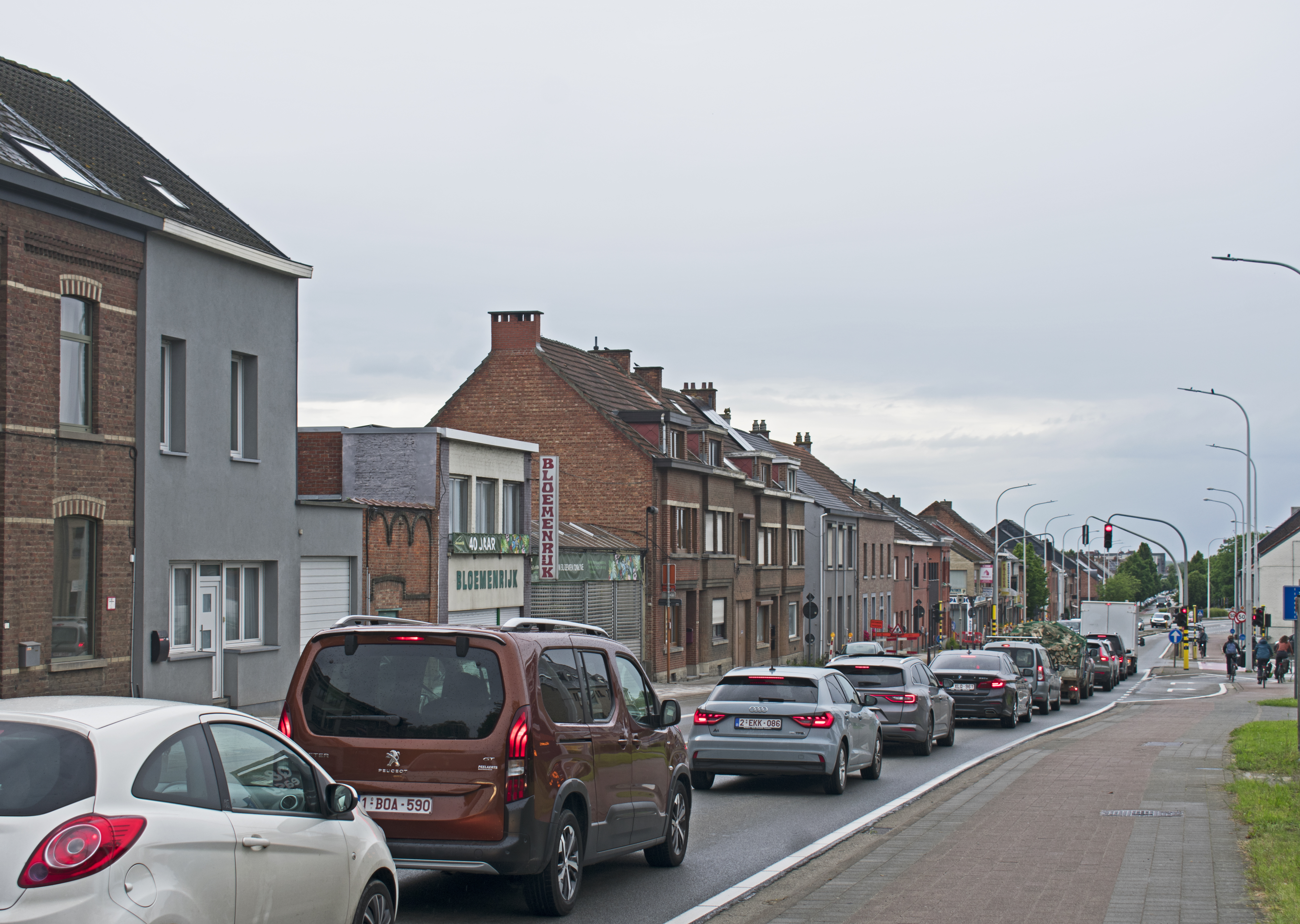
N26 als Mechelsesteenweg in Herent.

De N26 is een gewestweg in België die Leuven met Mechelen verbindt. De totale lengte van de weg bedraagt 21 kilometer. De maximale snelheid is 70km/u.
De weg werd aangelegd in 1736. Het tracé op de Villaretkaart uit 1745-1748 is haast identiek aan het hedendaags tracé, uitgezonderd een korte rechttrekking van het tracé in Buken. In de dorpskern van Herent volgde de weg de huidige Mechelsesteenweg in plaats van de later aangelegde Omleiding.

## Traject
De N26 loopt vanaf de ringweg R23 in Leuven als (Nieuwe) Mechelsesteenweg in noordwestelijke richting, met een boog (Omleiding) rond Herent naar Kampenhout-Sas en verder als Leuvensesteenweg naar de ringweg R12 in Mechelen. Behalve de later aangelegde omleiding rond Herent is de N26 een kaarsrechte baan, zodat men op het hoogste punt, even buiten Leuven, bij helder weer de ruim 20 km verder gelegen toren van de Sint-Romboutskathedraal van Mechelen ziet, het richtpunt dat bij de aanleg in de Oostenrijkse tijd werd aangehouden.

## Herinrichtingen
In 1753 werd een brug aangelegd bij Kampenhout-Sas over de nieuwe Leuvense Vaart.
In 2006-2007 werd een druk en hinderlijk kruispunt (stond op de lijst van "gevaarlijke punten" in Vlaanderen) heraangelegd met de bouw van een tunnel (Tunnel Omleiding) onder de Wilselsesteenweg die de dorpskernen van Herent en Wilsele verbindt.
Vanaf najaar 2019 tot eind 2020 werd het kruispunt van de Mechelsesteenweg en de Omleiding in Herent heraangelegd tot een turborotonde, die ook via het nieuw stuk weg Valgaten aansluit op de Tildonksesteenweg.
In het najaar van 2020 werd de zuidelijke rotonde aan Kampenhout-Sas (kruising Haachtsesteenweg/Leuvensesteenweg) omgevormd tot een turborotonde; in het voorjaar van 2021 volgde de noordelijke rotonde (kruising Haachtsesteenweg/Mechelsesteenweg).

## Plaatsen langs de N26
- Leuven
- Herent
- Buken
- Kampenhout-Sas
- Boortmeerbeek
- Hever
- Muizen
- Mechelen

## N26a
De N26a is een aftakkingsweg in Leuven die loopt van de Nieuwe Mechelsesteenweg (N26) tot aan de brug van R23. De weg heet "Mechelsesteenweg" en loopt min of meer parallel met de N26. Vanaf de R23 loopt de straat zonder nummer voort als "Mechelsestraat". De weg heeft een lengte van ongeveer 700 meter.